# Blepisanis subrufulescens
Blepisanis subrufulescens là một loài bọ cánh cứng trong họ Cerambycidae.